# Alberto Entrerríos
Alberto Entrerríos Rodríguez (Gijón, 7 de noviembre de 1976) es un exjugador de balonmano español que podía jugar tanto de central como de lateral izquierdo. Su último equipo fue el HBC Nantes, con el cual compitió en la Liga francesa y en el que, a partir de 2016, inició su andadura de entrenador, actuando como técnico auxiliar. Actualmente entrena al Limoges Hand 87.
Fue uno de los componentes de la selección nacional de balonmano de España con la que llegó a disputar 225 partidos internacionales. 
Es hermano mayor del también exjugador de balonmano Raúl Entrerríos.

## Biografía
Nació en el barrio de Contrueces y estudió en el colegio Noega, donde en categoría benjamín comenzó a jugar con Manolo Rouco de entrenador. Posteriormente, en categoría alevín, lo dirigió Alberto Suárez, actual entrenador de la Agrupación Balonmano Gijón Jovellanos, que en aquel momento era el que coordinaba el deporte del colegio. Cuando Alberto Suárez se fue con Falo Méndez al Club Balonmano Naranco se llevó a Entrerríos y allí comenzó su andadura profesional. Luego pasó por los mejores equipos españoles de Asobal.

## Equipos

### Jugador
- Grupo Astur Balonmano, Asturias (Priori de 1997).
- Naranco Oviedo, Asturias (1997-1998).
- Caja España Ademar (1998-2001).
- FC Barcelona (2001-2002).
- BM Ciudad Real (2002-2011).
- BM Atlético de Madrid (2011-2012).
- HBC Nantes (2012-2016).

### Entrenador
- HBC Nantes (2016-2019): entrenador adjunto.
- HBC Nantes (2019-2022).
- Limoges Hand 87 (2022-presente).

## Palmarés en club
- Campeón Liga ASOBAL 2000-2001, 2001-2002, 2003-2004, 2007-2008, 2008-2009, 2009-2010.
- Subcampeón Liga ASOBAL 1998-1999,  2002-2003, 2004-2005, 2005-2006, 2011-12.
- Campeón Copa del Rey de Balonmano 2002-2003, 2007-2008, 2011-12.
- Subcampeón Copa del Rey de Balonmano 2003-2004, 2005-2006.
- Campeón Copa ASOBAL 1998-1999, 2003-2004, 2004-2005, 2005-2006, 2006-2007, 2007-2008.
- Campeón Supercopa de España de Balonmano 2004-2005, 2007-2008, 2010-2011, 2011-2012.
- Campeón Copa de Europa de Balonmano 2005-2006, 2007-2008, 2008-2009.
- Subcampeón Copa de Europa de Balonmano 2000-2001, 2004-2005, 2011-12.
- Campeón Recopa de Europa de Balonmano 1998-1999, 2002-2003.
- Campeón Supercopa de Europa de Balonmano 2005-2006, 2006-2007, 2008-09.
- Subcampeón Copa EHF 2001-02.
- Campeón Mundial de Clubes 2009-10.
- Subcampeón Mundial de Clubes 2010-11.

## Palmarés en selección nacional

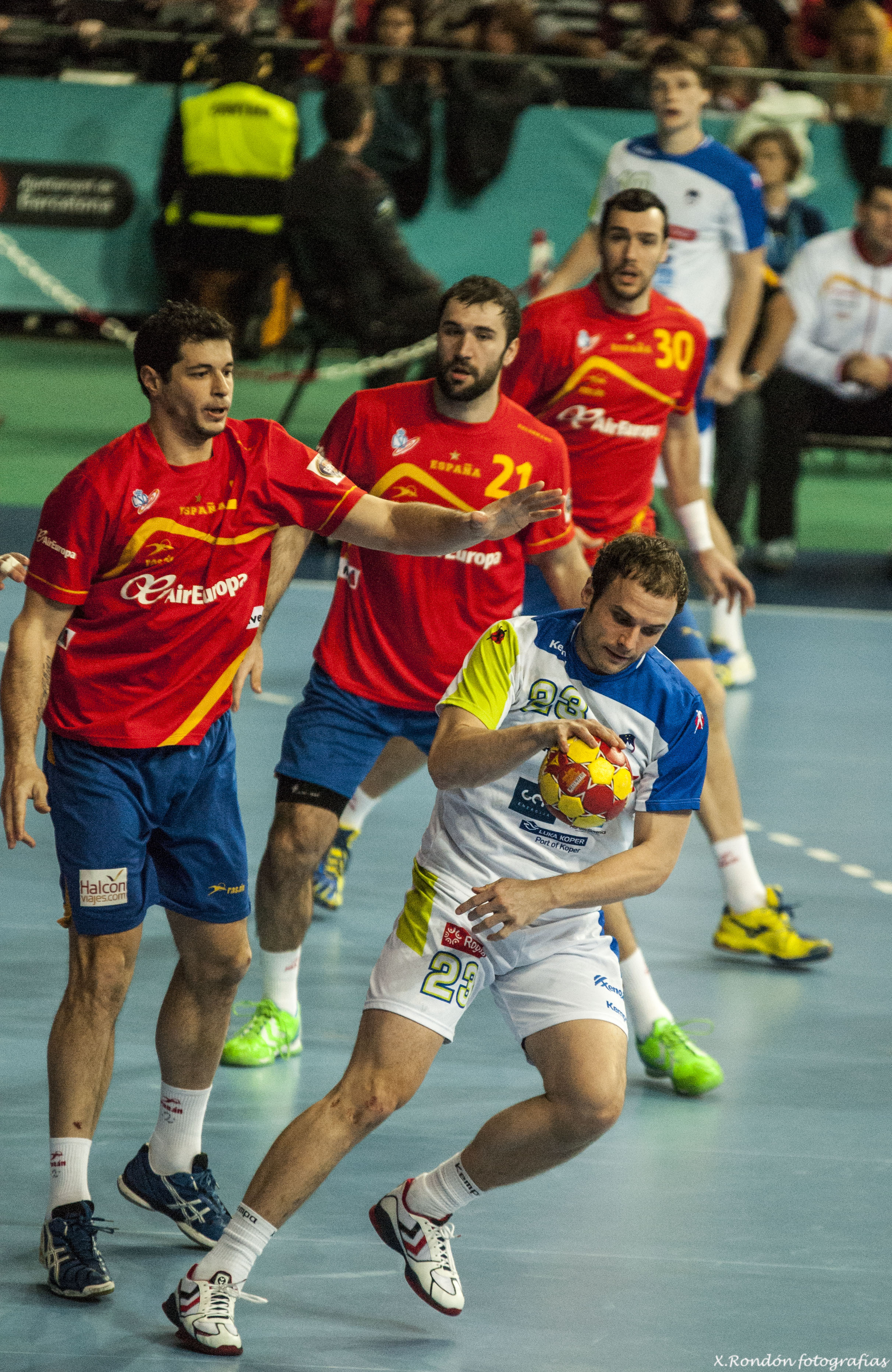
Alberto, el más cercano de los tres, en el Mundial de 2013.

- Medalla de Oro en el Campeonato del Mundo de 2013.
- Medalla de Oro en el Campeonato del Mundo de 2005.
- Medalla de Oro en los Juegos Mediterráneos de 2005.
- Medalla de Plata en el Campeonato de Europa de 2006.
- Medalla de Bronce en los Juegos Olímpicos de 2008
- Medalla de Bronce en el Campeonato de Europa de 2000.
- Medalla de Bronce en el Mundial 2011.

## Méritos y distinciones
- Mejor jugador Liga Asobal. 1999-00, 2000-01, 2001-02.
- Elegido en el equipo ideal Liga Asobal 2003-2004.
- En 2025, en su II Edición, entró a formar parte del "Hall of Fame" (Salón de la Fama) de ASOBAL.